# Тори Блек
Тори Блек (на английски: Tori Black) е артистичен псевдоним на Мишел Чапман (Michelle Chapman) – американска порнографска актриса.
Тя е първата и единствена актриса, която печели два пъти AVN наградата за изпълнителка на годината, като става нейна носителка в две поредни години, съответно през 2010 и 2011 г. Носителка е и на редица други престижни награди на AVN, XBIZ, F.A.M.E., XRCO.
В статия на „AVN“ Блек е наречена „феномен“, „звезда, която индустрията никога не е виждала“ с „външния вид на супермодел, красноречието на полирана говорителка и перверзността на улична курва“. Списание „Loaded“ я определя като изпълнителката с най-атрактивното лице в порноиндустрията.

## Ранен живот
Родена е на 26 август 1988 г. в град Сиатъл, щата Вашингтон, САЩ. Тя е от английски, германски и индиански произход.
От 7-годишна възраст се занимава с танци, а по-късно спортува футбол и бокс. В тийнейджърските си години работи като бавачка, гледайки децата на няколко семейства.
След като завършва средното си образование се записва да учи журналистика в Университета на Западен Вашингтон.

## Кариера
Порнографска актриса
Тори Блек дебютира като актриса в порнографската индустрия през 2007 г. – един месец преди да навърши 19-годишна възраст. Тогава, още учейки в университета, решава да спечели пари като се снима в порнофилми. През лятната си ваканция се свързва с агенция от Флорида и във Форт Лодърдейл снима първата си секс сцена пред камерата, в която прави соло бръснене на интимните си части. След това прекъсва образованието си и се насочва изцяло към порноиндустрията.
Получава титлата любимка на месеца на списание „Пентхаус“ за декември 2008 г.
За първи път прави анален секс пред камерата в POV сцена през 2009 г. във филма „Интерактивен секс с Тори Блек“. Първата ѝ не-POV сцена с анален секс е във филма „Тори Блек е привлекателна развратница“ с партньор Мануел Ферара. Следващата година е дебютната ѝ сцена с двойно проникване във филма „Тори Блек е привлекателна развратница 2“, в която ѝ партнират Мик Блу и Джеймс Дийн.
През 2010 г. получава наградите за изпълнителка на годината на AVN, XRCO и XBIZ. Същата година се превъплъщава в ролята на Жената-котка в порнографската пародия „Батман ХХХ“ на „Вивид Ентъртейнмънт“. Това ѝ изпълнение е поставено от CNBC като един от акцентите в кариерата ѝ.
През декември 2010 г. прекъсва временно кариерата си в индустрията за възрастни, тъй като планира да забременее.
Водеща е заедно с порноактрисата Райли Стийл и комедийната актриса Лиза Лампанели на 28-ата церемония по връчване на наградите на AVN на 8 януари 2011 г. Тогава печели за втори път наградата на AVN за изпълнителка на годината, с което става първата и единствена актриса, носителка на тази награда два пъти. Същата година печели за втори пореден път и наградата на XRCO за награда за изпълнителка на годината.
Тори Блек е включена заедно с порноактьорите Лекси Бел, Реми Лакроа и Кийрън Лий в журито на уеб реалити шоуто „Секс фактор“, търсещо нови талантливи порноактьори и чийто победител получава награда от един милион долара. Блек е ментор и съдия в шоуто.
През 2016 г. Блек се присъединява като съдия в журито на третия сезон на порнографското шоу състезание „DP Star“ на компанията „Диджитъл Плейграунд“.
През декември същата година сключва ексклузивен договор с уеб платформата „CamSoda“ за изпълнения на живо пред уеб камера.
Завръщането на Блек към участие в порнографски филми е обявено през юни 2017 г. с участието ѝ в лесбийския шоукейс филм „Тори Блек се завръща“ на режисьорката Мейсън.
Режисьор
Прави режисьорския си дебют в порноиндустрията със сцена за компанията „Елегант Ейнджъл“ за поредицата им „Момиче на месеца“ за юни 2014 г. През 2016 г. печели първата си награда за режисьорска работа като е удостоена за филма си „Истинска страст“ с отличието на XBIZ за режисьор на годината в неигрална продукция.
Мейнстрийм изяви
Тори Блек участва като актриса и в игрални филми. Тя изиграва главната роля на проститутката Роуз в хорър филма „Половин луна“ (2010). Играе ролята на порноактриса с псевдоним Лекси Стийл в третия епизод „Бисер и заем“ от втория сезон на криминалния сериал „Рей Донован“. Снима се в комедията „Not Another Celebrity Movie“ (2013) и в хорър филма „Ел Ей касапин“ (2015) на режисьора Мартин Оуен.
Участва във видеоклиповете на песените „Drop and Give Me 50“ на рапъра Майк Джоунс и „Hard On U“ на PsychoSexual.
През февруари 2013 г. Блек гостува заедно с порноактьора Джеймс Дийн в дискусионния панел „Нощ със звездите: живот, любов и секс на работното място“ в Университета Вашингтон в Сейнт Луис.
Рекламно лице е на уиски, наречено „Whisky By-X“, като участва в рекламен клип на продукта.
Признания в мейнстрийм медии
През 2010 г. е включена в класацията на списание „Максим“ – Топ 12 жени звезди в порното, известна и като „мръсната дузина“.
Същата година британското списание „Loaded“ я определя като изпълнителката с най-атрактивното лице в порноиндустрията.
Обявена е за най-горещата порнозвезда в класацията на списание „Комплекс“, публикувана през месец юли 2011 г.
Попада и в списъка на „Мръсната дузина: най-популярните звезди в порното“ на телевизионния канал CNBC. Следваща година телевизията прави втори пореден такъв списък, отнасящ се вече конкретно към 2012 г., в който Блек отново намира място.
В публикация на списание „Плейбой“ за най-горещите жени на всеки от американските щати Тори Блек е определена като най-горещата жена на щата Вашингтон.
Австралийското издание на списание „Космополитън“ публикува на своя уебсайт през ноември 2016 г. интервю на Тори Блек, като я нарича „огромна звезда“ в порноиндустрията.
Обществени кампании
Участва в кампания на асоциацията за борба с детска порнография, наречена „Асоциация на сайтовете, застъпници за закрила на децата“ (на английски: Association of Sites Advocating Child Protection, ASACP), която работи съвместно с митническата служба на САЩ и ФБР за прилагането на законите за борба срещу детската порнография. Блек, заедно с друга порноактриса – Райли Стийл, правят специално видео обръщение в подкрепа на борбата с детската порнография и напомнят на всички родители да защитят своите деца от порнографските сайтове в интернет.

## Личен живот
През октомври 2011 г. Тори Блек ражда син. Баща на детето е порноактьорът и неин годеник Линдъл Андерсън, като Блек твърди, че е забременяла в края на януари 2011 г., когато е била в Лас Вегас за церемонията по връчване на AVN наградите.
През януари 2012 г., докато са отседнали в хотел в Лас Вегас по време на наградите на AVN, между Тори и Линдъл Андерсън възниква скандал, придружен с физическа саморазправа, като и двамата са арестувани от полицията. След това Блек дава изявление за AVN, твърдейки, че случилото се е в резултат от употребения от нея алкохол по-рано същата вечер.
В началото на февруари 2013 г. Тори Блек обявява в социалната мрежа Туитър и в официалния си блог, че отново е бременна от своя годеник Линдъл Андерсън. По-късно през същата година ражда за втори път.
Блек е вегетарианка.

## Награди и номинации
Носителка на награди
| Година | Церемония          | Категория                                     | Филм (сцена)/съносител                                                 |
| ------ | ------------------ | --------------------------------------------- | ---------------------------------------------------------------------- |
| 2008   | CAVR награда       | Красавица на годината                         | –                                                                      |
| 2009   | F.A.M.E. награда   | Любима новобранка                             | –                                                                      |
| 2009   | CAVR награда       | Изпълнителка на годината                      | –                                                                      |
| 2009   | XRCO награда       | Cream Dream                                   | –                                                                      |
| 2009   | AEBN VOD награда   | Най-добра новачка                             | –                                                                      |
| 2010   | AVN награда        | Изпълнителка на годината                      | –                                                                      |
| 2010   | AVN награда        | Най-добра секс сцена с тройка                 | „Тори Блек е привлекателна развратница“ (с Ребека Линарес и Марк Ашли) |
| 2010   | AVN награда        | Най-добро закачливо изпълнение                | „Тори Блек е привлекателна развратница“                                |
| 2010   | AVN награда        | Най-добра секс сцена с двойка само момичета   | „Област на схемите 5“ (с Лекси Бел)                                    |
| 2010   | AVN награда        | Най-добра секс сцена с тройка само момичета   | „Осмият ден“ (с Бри Олсън и Попи Морган)                               |
| 2010   | XRCO награда       | Изпълнителка на годината                      | –                                                                      |
| 2010   | XBIZ награда       | Изпълнителка на годината                      | –                                                                      |
| 2010   | F.A.M.E. награда   | Любима жена звезда                            | –                                                                      |
| 2010   | CAVR награда       | Звезда на годината                            | –                                                                      |
| 2010   | TLA Raw награда    | Изпълнителка на годината                      | –                                                                      |
| 2011   | AVN награда        | Изпълнителка на годината                      | –                                                                      |
| 2011   | AVN награда        | Най-добра сцена с орален секс                 | „Дневниците на стриптийзьорката“                                       |
| 2011   | AVN награда        | Най-добра POV секс сцена                      | „POV на Джак 15“                                                       |
| 2011   | AVN награда        | Най-добра секс сцена в чуждестранна продукция | „Тори Блек нимфоманиячка“ (със Стив Холмс и Джаз Дуро)                 |
| 2011   | XRCO награда       | Изпълнителка на годината                      | –                                                                      |
| 2011   | Galaxy награда     | Най-добра изпълнителка в САЩ                  | –                                                                      |
| 2012   | NightMoves награда | Звезда в социалните медии (избор на авторите) | –                                                                      |
| 2016   | XBIZ награда       | Режисьор на годината в неигрална продукция    | „Истинска страст“                                                      |
| 2018   | XBIZ награда       | Най-добра секс сцена – само момичета          | „Тори Блек се завръща“ (с Ейдра Фокс)                                  |

Номинации
| Година | Церемония  | Категории |
| ------ | ---------- | --- |
| 2009   | AVN        | Най-добра нова звезда Най-добра сцена с групов секс само с момичета – „Girlvana 4“ (с Криси Муун, Карли Монтана и Обри Адамс) Най-добра секс сцена с двойка – „Прекрасни като свършват“ (с Марк Ашли) Най-добра сцена с групов секс само с момичета – „Икона“ (с Хилари Скот, Дженифър Дарк и Морган Лейн); Най-добра POV секс сцена – „Чукане пред очите 4“ (с Лекси Бел, Райли Еванс и Мануел Ферара) |
| 2009   | XBIZ       | Нова звезда на годината |
| 2009   | XRCO       | Супермръсница |
| 2009   | Hot d'Or   | Най-добра американска звезда |
| 2010   | AVN        | Уеб звезда на годината Най-добра сцена с анален секс – „Тори Блек е привлекателна развратница 2“ (с Мануел Ферара) Най-добра сцена с жесток секс |
| 2010   | XRCO       | Нова звезда |
| 2010   | NightMoves | Най-добра изпълнителка |
| 2010   | F.A.M.E.   | Любима орална звезда Любима анална звезда |
| 2011   | AVN        | Най-добра актриса – „Каквото е необходимо“ Най-добра поддържаща актриса – „Дневниците на стриптийзьорката“ Най-добра сцена със соло секс – „В обсега на воайора“ Най-добра сцена с двойка само момичета – „Джия: портрет на една порнозвезда“ (със Съни Леоне) Най-добра сцена с двойка само момичета – „Тори Блек: суперзвезда“ (с Боби Стар) Най-добра сцена с тройка само момичета – „Област на схемите 8“ (с Люкс Касиди и Ариела Ферера) Най-добра сцена с тройка само момичета – „Тори Блек е привлекателна развратница 2“ (с Чарли Чейс и Алексис Тексас) Най-добра сцена с двойка само момичета – „В обсега на воайора“ (с Боби Стар и Ария Джовани) Най-добра сцена с анален секс – „Черен списък 2“ (с Лексингтън Стийл) Най-добра сцена с анален секс – „Зъл анал 11“ (с Мануел Ферара) Най-добра сцена с двойно проникване – „Тори Блек е привлекателна развратница 2“ (с Мик Блу и Джеймс Дийн) Най-добра сцена с тройка (момиче/момиче/момче) – „Скорост“ (с Джесика Дрейк и Мануел Ферара) Най-добра сцена с тройка (момиче/момиче/момче) – „Тори Блек е привлекателна развратница 2“ (с Анди Сан Димас и Мистър Пит) Най-добра сцена с тройка (момиче/момче/момче) – „Батман ХХХ“ (с Дейл Дебоун и Джеймс Дийн) Най-добра сцена с тройка (момиче/момче/момче) – „Междурасово мръснишко чукане“ (с Принс Яшуа и Сийн Мичълс) Най-добро закачливо изпълнение – „Зъл анал 11“ |
| 2011   | XBIZ       | Изпълнителка на годината Актьорско изпълнение на годината – „Каквото е необходимо“ |
| 2011   | XRCO       | Оргазмен аналист |
| 2012   | AVN        | Най-добра актриса – „Тела убийци“ Най-добра сцена със соло секс – „Секс кукли“ Най-добра секс сцена момиче/момиче – „Тела убийци“ (с Тийгън Пресли) Най-добра секс сцена с тройка – „Черна барака“ (с Айсис Лав и Джон Джон) |
| 2012   | NightMoves | Най-добро дупе |
| 2013   | AVN        | Най-добра поддържаща актриса – „Официална пародия на Последния ергенски запой“ Най-добра соло секс сцена – „Официална пародия на Последния ергенски запой“ |
| 2015   | AVN        | Мейнстрийм звезда на годината |

Други признания и отличия
- 2008: Пентхаус любимка за месец декември.[21]
- 2009: Twistys момиче на месеца – септември.[93]
- 2010: Списание Cheri: курва на месец май.[94]
- 2010: Списание Cheri: курва на годината.[6]
- 2011: 1-во място в класацията на списание „Комплекс“ – „Топ 100 на Най-горещите порнозвезди (точно сега)“, публикувана през месец юли 2011 г.[55]